# The Hits (album de Kelis)
Pour les articles homonymes, voir The Hits.
Albums de Kelis
Kelis Was Here
(2006) Flesh Tone
(2010)
The Hits est une compilation de Kelis, sortie le 1er mars 2008.
L'album s'est classé 78e au Top R&B/Hip-Hop Albums.

## Liste des titres
| No  | Titre                                                                                        | Auteur                                                            | Album original                         | Durée |
| --- | -------------------------------------------------------------------------------------------- | ----------------------------------------------------------------- | -------------------------------------- | ----- |
| 1.  | Caught Out There (Produit par The Neptunes)                                                  | Pharrell Williams, Chad Hugo                                      | Kaleidoscope                           | 4:11  |
| 2.  | Milkshake (Produit par The Neptunes)                                                         | Williams, Hugo                                                    | Tasty                                  | 3:04  |
| 3.  | Got Your Money (Interprété par Ol' Dirty Bastard featuring Kelis – Produit par The Neptunes) | Williams, Hugo, Russell Jones                                     | Nigga Please                           | 4:01  |
| 4.  | Trick Me (Produit par Dallas Austin)                                                         | Dallas Austin                                                     | Tasty                                  | 3:28  |
| 5.  | Lil Star (featuring Cee-Lo) – Produit par Cee Lo Green)                                      | Kelis Rogers-Jones, Thomas Callaway                               | Kelis Was Here                         | 4:51  |
| 6.  | Get Along with You (Produit par The Neptunes)                                                | Willams, Hugo                                                     | Kaleidoscope                           | 4:29  |
| 7.  | Young, Fresh n' New (Produit par The Neptunes)                                               | Williams, Hugo, Rogers-Jones                                      | Wanderland                             | 4:38  |
| 8.  | Truth or Dare (Interprété par N.E.R.D featuring Kelis et Pusha T – Produit par The Neptunes) | Williams, Hugo, Terrence Thornton                                 | In Search of...                        | 3:38  |
| 9.  | Bossy (featuring Too $hort – Produit par Bangladesh)                                         | Rogers-Jones, Shondrae Crawford, Todd Shaw, Sean Garrett          | Kelis Was Here                         | 4:34  |
| 10. | In Public (featuring Nas – Produit par Rockwilder)                                           | Dana Stinson, Rogers                                              | Tasty                                  | 4:27  |
| 11. | Millionaire (featuring André 3000 – Produit par André 3000)                                  | André Benjamin, Rogers-Jones, Douglas Davis, Ricky Walters        | Tasty                                  | 3:46  |
| 12. | Finest Dreams (Interprété par Richard X featuring Kelis – Produit par Richard X)             | Terry Lewis, James Harris III, Philip Adrian Wright, Philip Oakey | Richard X Presents His X-Factor Vol. 1 | 4:13  |
| 13. | Suspended (Produit par The Neptunes)                                                         | Williams, Hugo, Rogers-Jones                                      | Kaleidoscope                           | 4:55  |
| 14. | Good Stuff (featuring Terrar – Produit par The Neptunes)                                     | Williams, Hugo                                                    | Kaleidoscope                           | 3:52  |

| 15. | I Don't Think So (Produit par Max Martin et Dr. Luke) | Rogers-Jones, Max Martin, Lukasz Gottwald | Kelis Was Here | 3:02 |

| 15. | Trick Me (Mac & Toolz Extended Remix) (Produit par Dallas Austin et Mac & Toolz) | Dallas Austin  | Inédit | 4:31 |
| 16. | Caught Out There (The Neptunes Extended Remix) (Produit par The Neptunes)        | Williams, Hugo | Inédit | 6:22 |
| 17. | Milkshake (DJ Zinc Remix) (Produit par The Neptunes et DJ Zinc)                  | Williams, Hugo | Inédit | 5:59 |